# NGC 3585
NGC 3585 في الفهرس العام الجديد، هي مجرة، تقع في كوكبة الشجاع. اكتشفت في 9 ديسمبر 1784 بواسطة ويليام هيرشل.

## روابط خارجية
- NGC 3585 على موقع ويكي سكاي: DSS2, SDSS, GALEX, IRAS, Hydrogen α, X-Ray, Astrophoto, Sky Map, Articles and images